# Иванов, Владимир Валерьевич
Влади́мир Вале́рьевич Ивано́в (род. 10 февраля 1971, Москва, РСФСР, СССР) — российский политический деятель, депутат Государственной Думы VIII созыва с 2021 года, заместитель главы фракции «Единой России». В 2017—2021 годах был руководителем администрации главы и правительства Республики Дагестан. 

## Биография
Владимир Иванов родился 10 февраля 1971 года в Москве. Окончил Санкт-Петербургский университет МВД России (по специальности «Юриспруденция») и Российскую академию народного хозяйства и государственной службы (по специальности «Государственное и муниципальное управление»). В 1993—2008 годах работал на руководящих должностях в ряде предприятий. В 2008—2009 годах был помощником депутата Государственной Думы, в 2009—2011 — советником секретариата президиума партии «Единая Россия». В 2012 году стал руководителем секретариата заместителя председателя Госдумы. В 2012—2017 годах занимал пост руководителя аппарата парламентской фракции «Единой России». 8 ноября 2017 года назначен руководителем администрации главы и правительства Республики Дагестан.
31 мая 2021 года победил на предварительном голосовании «Единой России» от Ставропольского края. 19 сентября 2021 года избран депутатом Госдумы VIII созыва (Региональная группа № 51, Ставропольский край). Стал заместителем руководителя фракции «Единой России», вошел в состав комитета по науке и высшему образованию. Из-за вторжения России на Украину находится под международными санкциями Евросоюза, США, Великобритании и ряда других стран.

## Награды
- Медаль ордена «За заслуги перед Отечеством I степени»;
- Медаль ордена «За заслуги перед Отечеством II степени»;
- Медаль «За возвращение Крыма»;
- Медаль «За заслуги перед Чеченской Республикой» (2012)[11].
- Благодарность Правительства Российской Федерации (2016)[12].